# Eternal Flame Falls
Eternal Flame Falls („Vodopády věčného ohně“) jsou vodopády v Chestnut Ridge Parku na okraji města Buffalo ve státě New York. Nacházejí se na říčce Shale Creek, která se o 3 km níže vlévá do Eighteenmile Creek, přítoku Erijského jezera. Tvoří je dva stupně o celkové výšce přes devět metrů.
Za vodopády se nachází malá jeskyně, kde z břidlicového podloží uniká zemní plyn, který se dá zapálit a oheň pak efektně prozařuje padající vodu. Plamen šlehá do výšky 76 centimetrů a spotřebuje zhruba kilogram plynu denně. Vědci z Indiana University Bloomington a Italského národního institutu pro geofyziku a vulkanologii zde naměřili mimořádně vysokou koncentraci ethanu a propanu (až 35 procent). Odhaduje se, že zdroj plynu se nachází až 400 metrů pod zemským povrchem.
Místo je vyhledávanou turistickou atrakcí, což přináší množství odpadků, na druhou stranu popularita vodopádů vedla v roce 2012 k vlně občanských protestů proti plánu zřídit zde discgolfové hřiště. 